# Savulescua insignis
Savulescua insignis är en svampart som beskrevs av Petr. 1959. Savulescua insignis ingår i släktet Savulescua, ordningen Diaporthales, klassen Sordariomycetes, divisionen sporsäcksvampar och riket svampar.   Inga underarter finns listade i Catalogue of Life.